# Tuanjie Shuiku (reservoar i Kina, Jiangxi)
Tuanjie Shuiku är en reservoar i Kina. Den ligger i provinsen Jiangxi, i den sydöstra delen av landet, omkring 200 kilometer söder om provinshuvudstaden Nanchang. Tuanjie Shuiku ligger 236 meter över havet. Arean är 6,2 kvadratkilometer. I omgivningarna runt Tuanjie Shuiku växer i huvudsak blandskog. Den sträcker sig 6,9 kilometer i nord-sydlig riktning, och 5,0 kilometer i öst-västlig riktning.
Genomsnittlig årsnederbörd är 2 261 millimeter. Den regnigaste månaden är maj, med i genomsnitt 345 mm nederbörd, och den torraste är oktober, med 22 mm nederbörd.